# Elisabeth van Spalbeek
Elisabeth van Spalbeek, ook Elisabeth van Herkenrode of Elisabeth van Rijkel (Spalbeek, ca. 1248 - aldaar, ca. 1316) was een middeleeuws mystica.

## Leven
Elisabeth was een dochter uit een eenvoudig gezin en ze zou een slechte gezondheid hebben gehad. Feitelijk was ze zo ziek dat ze meestal te bed moest blijven. Ze zou de stigmata hebben ontvangen en elke vrijdag bloedde ze daaruit. Ook zou ze zevenmaal per dag het lijden van Christus beleven. Ze stapte dan uit bed en beeldde dit in extase uit. Daarna moest ze door familieleden weer in bed worden geholpen. Elisabeth at en dronk nauwelijks, en het werd als een wonder beschouwd dat ze in leven bleef.
Willem van Rijkel, die abt was van de Abdij van Sint-Truiden werd vanaf 1260 haar biechtvader. Hij liet ook een kapel bouwen waar Elisabeth, vanuit een getralied venster in haar ziekenkamer, de Mis kon bijwonen. Dit was de (huidige) Onze-Lieve-Vrouw-Boodschapskapel.
Filips, abt van de Abdij van Clairvaux bezocht de Abdij van Herkenrode in 1267. Ook Elisabeth bezocht hij. Tussen 1268 en 1273 bracht hij hier een schriftelijk verslag van uit: De Vita Elizabeth sanctimonialis in Erkenrode, Ordinis Cisterciensis, Leodiensis dioecesis. 
Ze werd beschouwd als een zieneres en voorspelde in 1276 de dood van de Franse kroonprins Lodewijk, zoon van koning Filips III van Frankrijk, die ondertussen was hertrouwd met Maria van Brabant. Hij overleed effectief binnen de zes maanden. In een context van intriges aan het Franse hof werden niet minder dan vier onderzoekscommissies naar Elisabeth van Spalbeek gestuurd om haar wijzigende verklaringen te verifiëren. Twee ondervragingen werden geleid door de bisschop Pierre de Benais en twee door de tempelier Arnoud van Wezemaal. Het resultaat was de executie van de Grote Kamerheer Pierre de la Broce. Mogelijk heeft Elisabeth onbewust of onder dwang meegespeeld in een gifmoord door diens vijanden.

## Cultus
Op basis van het verslag van de abt van Clairvaux werd de verering van Elisabeth van Spalbeek begin 15e eeuw onverwacht nieuw leven ingeblazen. De kapel waarin zij zou hebben geleefd werd vergroot en gedecoreerd. In de 17e eeuw werd ze opgenomen in de canon van heilige vrouwen van de cisterciënzer orde, maar officieel is ze nooit heilig verklaard. 